# Гардермуен (станція)
60°11′38″ пн. ш. 11°06′02″ сх. д. / 60.19388889° пн. ш. 11.10055556° сх. д.
Гардермуен (норв. Gardermoen stasjon), або Аеропорт Осло (норв. Oslo lufthavn stasjon) — залізнична станція на залізниці Гардермуен, в муніципалітеті Улленсакер, регіону Акерсгус, Норвегія. Станція розташована в аеропорту Осло-Гардермуен за 51,85 км від Осло-Центральне, була відкрита в 1998 році разом з аеропортом. Обслуговується трьома типами поїздів: Flytoget, NSB Regiontog та SKM.
Станція побудована безпосередньо під терміналом аеропорту та має сполучення з ним ескалаторами та ліфтами. На північ від станції, лінія прямує тунелем під аеропортом і продовжується до Ейдсволла.
Станція має 4 колії й три платформи острівного типу. Колії 1 та 4 обслуговує потяги NSB trains, а колії 2 і 3 обслуговують Airport Express Trains (Flytoget).
Потяги Flytoget прямують від станції 6 раз на годину, кожних 20 хвилин до Осло-Центральне (без зупинок) та кожних 20 хвилин до Осло-Центральне із зупинкою в Ліллестрем.

## Пасажирський сервіс
Зала очікування, квиткові каси, квиткові автомати, громадський телефон, банкомати, автопаркінг, паркінг роверовий, візки для багажу, підйомник для платформи, засоби для людей з обмеженими фізичними можливостями, дитяче сервісне приміщення, камера зберігання багажу, ресторан, кіоски, автобусна зупинка, таксі, прокат автомобілів.